# Hieracium aporophilon
Hieracium aporophilon es una especie de planta con flor del género Hieracium, de la familia Asteraceae, orden Asterales.

## Distribución
Hieracium aporophilon se distribuye por Noruega.

## Taxonomía
Fue descrita científicamente por Elfstr. ex Omang. Fue publicada en Nyt Mag. Naturvidensk. 87: 134 (1949).